# Харківська виборча округа
Харківська виборча округа (рос. Харьковский избирательный округ) — виборчий округ, створений для виборів до Всеросійських установчих зборів 1917 року. Охоплював Харківську губернію.
В офіційному списку партії есерів у Харкові переважала ліва фракція партії, яка змагалася спільно з партією українських есерів Цей список, відомий як «список №5», здобув переконливу перемогу, що було передбачувано, оскільки ці групи посідали панівне становище в радах Харківщини та відігравали найважливішу роль у передвиборчій кампанії Цей список мав і старішу народницьку назву «Земля і воля».
25 липня 1917 р. Харківська губернська Рада селянських депутатів ухвалила висунуту її виконкомом резолюцію, в якій проголошувалося, що Харківська рада не буде виставляти власного списку, наказуючи всім місцевим радам підтримати список есерів-українців. Права провоєнна есерівська фракція мала власний список — «список гарнізонних солдатів і селян», який очолювала Катерина Брешко-Брешковська. Виконком Харківської губернської ради засудив список правих есерів, заявивши 13 жовтня 1917 р., що Рада буде проводити агітацію проти цього списку і що всі кандидати в списку виключені з партії есерів.
Більшовики ж, істотно відстаючи від есерів на селі, у самому Харкові стали переможцями виборів.

## Результати
| Партія                                                         | Голоси    | %     |
| -------------------------------------------------------------- | --------- | ----- |
| Список 5 — Есери та українські есери                           | 795.558   | 72,82 |
| Список 3 — Більшовики                                          | 114.743   | 10,50 |
| Список 6 — Кадети                                              | 58.302    | 5,34  |
| Список 15 — Есери-оборонці                                     | 42.331    | 3,87  |
| Список 2 — Хлібороби-власники                                  | 13.847    | 1,27  |
| Список 4 — Меншовики-інтернаціоналісти                         | 12.192    | 1,12  |
| Список 11 — Народні соціалісти                                 | 11.852    | 1,08  |
| Список 1 — [Православні] парафії                               | 10.478    | 0,96  |
| Список 12 — Торговельно-промисловий                            | 6.543     | 0,60  |
| Список 10 — Єврейський національний блок                       | 6.366     | 0,58  |
| Список 9 — Меншовики-оборонці                                  | 6.024     | 0,55  |
| Список 16 — Німці                                              | 5.221     | 0,48  |
| Список 7 — Є. Абрамов (середній клас)                          | 3.776     | 0,35  |
| Список 14 — Єдність (Плеханова)                                | 2.293     | 0,21  |
| Список 13 — Об'єднана соціалістична єврейська робітнича партія | 917       | 0,08  |
| Список 8 — Поалей-Ціон                                         | 875       | 0,08  |
| Список 19 — Кооператори та єдність                             | 590       | 0,05  |
| Список 18 — Селяни Зміївського повіту                          | 311       | 0,03  |
| Список 17 — Селяни Сумського повіту                            | 229       | 0,02  |
| Загалом:                                                       | 1.092.448 |       |

| Муранов Матвій Костянтинович           | більшовики |
| Сергєєв Федір Андрійович               | більшовики |
| Алєксєєв Микола Миколайович            | есери      |
| Дьяконов Василь Григорович             | есери      |
| Карелін Володимир Олександрович        | есери      |
| Качинський-Орєшин Володимир Максимович | есери      |
| Кравченко Іван Єпіфанович              | есери      |
| Михайличенко Гнат Васильович           | есери      |
| Овчаренко Андрій Титович               | есери      |
| Попов Микола Михайлович                | есери      |
| Святицький Микола Володимирович        | есери      |
| Сєвєров-Одоєвський Опанас Семенович    | есери      |
| Стрельцов Олександр Іванович           | есери      |
| Шкорбатов Микола Андрійович            | есери      |